# بنوا أليمان
بنوا أليمان (بالفرنسية: Benoît Allemane)‏
```
هو 
ممثل
 
فرنسي
، ولد في 
28 ديسمبر
 
1942
 في 
فرنسا
.
[
3
]
```

## وصلات خارجية
- بنوا أليمان على موقع IMDb (الإنجليزية)
- بنوا أليمان على موقع ألو سيني (الفرنسية)
- بنوا أليمان على موقع ميوزك برينز (الإنجليزية)
- بنوا أليمان على موقع أول موفي (الإنجليزية)
- بنوا أليمان على موقع قاعدة بيانات الفيلم (الإنجليزية)
- بنوا أليمان على موقع كينوبويسك (الروسية)